# Trichotithonus albosetosus
Trichotithonus albosetosus là một loài bọ cánh cứng trong họ Cerambycidae.